# 말 콜룸 1세 막 돔날
말 콜룸 막 돔날(중세 아일랜드어: Máel Coluim mac Domnaill, 895년경 - 954년)는 중세 스코틀랜드의 왕이다. 사촌 카우산틴 막 아다가 퇴위하고 수도사가 되자 그 뒤를 이어 즉위했다. 돔날 막 카우산틴의 아들이다.
그 아버지가 900년에 죽었으므로, 말 콜룸은 늦어도 901년 이전에 태어났을 것이다. 왕위에 즉위한 940년대에는 이미 중년의 나이였고, 적극적으로 왕위를 노렸을 가능성이 있다. 11세기에 쓰여진 베르한의 예언시에서는 카우산틴 2세의 퇴위가 자발적인 결정이 아니었다고 쓰고 있다.
945년 잉글랜드의 에드먼드 1세가 요르비크(노섬브리아)의 올라프 크바란을 쫓아내고 컴브리아를 황폐화시킨 뒤 어스트라드클리드 왕 돔날 막 오간의 두 아들을 장님으로 만들었다. 그리고 에드먼드가 그 대가로 어스트라드클리드가 스코틀랜드의 말 콜룸과 동맹하는 것을 묵인했다고 하는데, 이 "묵인했다"는 것이 무슨 의미인지 불확실하지만 에드먼드가 컴브리아 남부를 차지하는 대신 말 콜룸의 어스트라드클리드에 대한 종주권을 인정했다고 해석하면 무리가 없다.
에드먼드 1세가 946년 살해되고 그 동생 에드레드가 즉위한 뒤에도 말 콜룸은 잉글랜드와의 협약을 유지했던 것으로 보인다. 948년 에이리크 블로됙스가 요르비크를 먹었다가 1년만에 에드레드에 의해 쫓겨나고 올라프 크바란이 다시 요르비크 왕이 되어 950년까지 다스렸다. 알바 열왕 연대기에서는 이때 재위 7년차였던 말 콜룸이 요르비크를 침공하여 티스강 일대까지 남하, 많은 사람과 우마를 노략했다고 기록한다. 또 알바 열왕 연대기에서는 말 콜룸이 군대를 이끌고 모레이로 쳐들어가 켈라크(Cellach)를 죽였다고 기록한다. 켈라크라는 이름은 남아있는 모레이 백작 족보에서 발견되지 않으며, 그 정체는 알 수 없다.
울라 편년사에서는 952년 알바인들과 어스트라드클리드의 브리튼인들과 잉글랜드의 앵글로색슨인들이 연합하여 외지인들(노르드인 또는 노르드게일인)과 싸웠다고 기록되어 있다. 이 전투는 앵글로색슨 연대기에도 기록되어 교차검증된다. 다만 이것이 이때쯤 올라프 크바란이 다시 쫓겨나고 에이리크 블로됙스가 요르비크 왕으로 복위한 것과 관계가 있는지 여부는 알 수 없다.
울라 편년사에 따르면 말 콜룸은 954년 싸우다 죽었다. 죽은 장소는 미언스, 페테레소, 두노타르 등 기록마다 다르다.

## 참고 문헌
- Anderson, Alan Orr, Early Sources of Scottish History A.D 500–1286, volume 1. Reprinted with corrections. Paul Watkins, Stamford, 1990. ISBN 1-871615-03-8
- Duncan, A.A.M., The Kingship of the Scots 842–1292: Succession and Independence. Edinburgh University Press, Edinburgh, 2002. ISBN 0-7486-1626-8
- Smyth, Alfred P. Warlords and Holy Men: Scotland AD 80-1000. Reprinted, Edinburgh: Edinburgh UP, 1998. ISBN 0-7486-0100-7

| 전임 카우산틴 막 아다 | 알바의 왕 943년–954년 | 후임 일둘브 막 카우산틴 |